# David Diskin
David Diskin (n. Bahía Blanca) fue un dirigente sindical  origen judío-argentino perteneciente a la Confederación General de Empleados de Comercio. De formación socialista, entre 1943-1945 fue uno de los organizadores de la corriente nacionalista-laborista que originó el peronismo. En 1951 fue elegido diputado nacional, siendo uno de los cuatro diputados judíos presentes en ese momento, hecho destacado por el Comité Judío-Americano.